# Sarah Fraser
Sarah Fraser, känd som Mother Fraser, död 1880 i Melbourne, var en australisk bordellägare. 
Hon var dotter till en brittisk straffånge. Hon uppgav sig ha varit gift med en man vid namn Fraser, men denna man är okänd. 
Hon etablerade sig i mitten av 1800-talet som bordellmadam i Little Lon i Melbourne, stadens bordelldistrikt. Prostitution som sådan var inte förbjuden vid denna tid, däremot greps prostituerade ofta under rubriken lösdriveri och bordellägare för att driva ett oordnat hus, vilka utgick ifrån icke identifierade yrken eller försörjning. Fraser etablerade först sin verksamhet i ett tiorumshus som hon hyrde av fastighetsmagnaten Lewis Allen, och hade vid sin död utökat det till fyra olika hus med sammanlagt 24 rum. Likt andra bordellägare uppgav hon sig formellt driva värdshus, och hennes etablissemang hade likt andra högklassbordeller spritlicens och andra tillstånd avsedda för värdhus och hotell. 
Vid drottning Viktorias son Alfred av Sachsen-Coburg-Gothas statsbesök i Australien 1867 visade poliskommissarie Frederick Standish honom till Sarah Frasers bordell på Stephen Street, då den kanske mest framstående i Australien, där han köpte sex av Sarah Sarqui. Detta besök blev känt och väckte uppseende. Fraser påstods ha hängt upp en skylt om att bordellen stod under kungligt beskydd, men polisen tvingade henne att ta ned den; hon påstås också ha låtit hissa det kungliga baneret över sin bordell. Sarah Fraser har kallats för bordellernas drottning, och som företrädare till den berömda  Madame Brussels. Efter hennes död 1880 såldes hennes möbler och inredning på offentlig auktion, vilket tilldrog sig stor uppmärksamhet på grund av den lyx dess inventarier vittnade om.